# Ministrowie terytoriów Australii
Urząd ministra terytoriów został w 1932 r. wydzielony z Ministerstwa Spraw Wewnętrznych. Powrócił pod kontrolę tego resortu w 2007 r.

## Ministrowie terytoriów
- 1932 – 1932 : Charles Marr
- 1932 – 1934 : Harry Lawson
- 1934 – 1937 : George Pearce
- 1937 – 1938 : Billy Hughes
- 1938 – 1938 : John Perkins
- 1938 – 1939 : Eric Harrison
- 1939 – 1940 : John Perkins
- 1940 – 1940 : Horace Nock

## Ministrowie terytoriów zewnętrznych
- 1941 – 1941 : Allan MacDonald
- 1941 – 1943 : James Fraser
- 1943 – 1949 : Eddie Ward
- 1949 – 1951 : Percy Spender
- 1951 – 1951 : Richard Casey

## Ministrowie terytoriów
- 1951 – 1963 : Paul Hasluck
- 1963 – 1968 : Charles Barnes

## Ministrowie terytoriów zewnętrznych
- 1968 – 1972 : Charles Barnes
- 1972 – 1972 : Andrew Peacock
- 1972 – 1973 : Bill Morrison

## Ministrowie terytorium stołecznego
- 1972 – 1973 : Kep Enderby
- 1973 – 1975 : Gordon Bryant
- 1975 – 1975 : Reg Withers
- 1975 – 1976 : Eric Robinson
- 1976 – 1977 : Tony Staley
- 1977 – 1980 : Robert Ellicott
- 1980 – 1983 : Michael Hodgman

## Ministrowie terytoriów północnych
- 1972 – 1973 : Kep Enderby
- 1973 – 1975 : Rex Patterson
- 1975 – 1975 : Paul Keating
- 1975 – 1975 : Ian Sinclair
- 1975 – 1978 : Eva Adermann

## Ministrowie terytoriów i samorządu lokalnego
- 1983 – 1984 : Tom Uren

## Ministrowie terytoriów
- 1984 – 1987 : Gordon Scholes

## Ministrowie sztuki, sportu, środowiska, turystyki i terytoriów
- 1987 – 1988 : John Brown

## Ministrowie sztuki i terytoriów
- 1988 – 1988 : Gary Punch
- 1988 – 1989 : Clyde Holding

## Ministrowie sztuki, turystyki i terytoriów
- 1989 – 1990 : Clyde Holding
- 1990 – 1991 : David Simmons

## Ministrowie sztuki i terytoriów
- 1991 – 1993 : Wendy Fatin

## Ministrowie środowiska, sportu i terytoriów
- 1993 – 1994 : Ros Kelly
- 1994 – 1994 : Graham Richardson
- 1994 – 1996 : Johbn Faulkner

## Ministrowie sportu, terytoriów i samorządu lokalnego
- 1996 – 1997 : Warwick Smith

## Ministrowie rozwoju regionalnego, terytoriów i samorządu lokalnego
- 1997 – 1998 : Alex Somlyay

## Ministrowie służby regionalnej, terytoriów i samorządu lokalnego
- 1998 – 2001 : Ian Macdonald
- 2001 – 2003 : Wilson Tuckey

## Ministrowie samorządu lokalnego, terytoriów i dróg
- 2003 – 2007 : Jim Lloyd